# Star Wars: The Force Unleashed II
Star Wars: The Force Unleashed II ist ein im Star-Wars-Universum angesiedeltes Action-Adventure, das von LucasArts entwickelt und veröffentlicht wurde. Es erschien Ende Oktober 2010 in Europa und Nordamerika für Windows, PlayStation 3, Xbox 360, Wii, Nintendo DS und iPhone. Es ist der Nachfolger des 2008 erschienenen The Force Unleashed.
Der Spieler übernimmt die Rolle eines Klons von Starkiller, dem Hauptcharakter des Vorgängers. Dieser wurde ursprünglich von Darth Vader erschaffen, um Starkiller nach dessen Tod als rechte Hand von Vader zu ersetzen. Bei einem Training flieht er jedoch aus dessen Anlage und begibt sich auf die Suche nach seiner Identität und seiner Liebe, die Pilotin Juno Eclipse.
Das Spiel erhielt von der Fachpresse eher negative Kritiken. Tester kritisierten die zu kurze Handlung, uninspiriertes Level-Design und einen zu niedrigen Schwierigkeitsgrad.

## Handlung
Das Spiel spielt rund sechs Monate nach dem Vorgänger. Nach dem Tod von Vaders Schüler Galen Marek, genannt Starkiller, versucht Vader, in den Klonanlagen von Kamino einen Klon seines Adepten herzustellen. Nachdem mehrere Versuche fehlschlugen und die Klone wahnsinnig wurden, gelingt ihm die Entwicklung eines stabilen Klons. Dieser Klon erweist sich zunächst als loyales Werkzeug und erfüllt alle Aufgaben Vaders. Als er jedoch in einem Training aufgefordert wird, ein Abbild von Mareks Geliebter Juno Eclipse zu zerstören, weigert er sich. Als Vader den Trainingsraum betritt, um den Klon wegen seines Ungehorsams zu töten, flieht dieser aus der Einrichtung.
Daraufhin sucht Starkiller seinen alten Jedi-Ausbilder Rahm Kota. Dieser wurde nach den Ereignissen aus The Force Unleashed vom Imperium gefangen genommen und auf Cato Neimoidia inhaftiert. Marek befreit Kota und berät sich anschließend mit diesem über das weitere Vorgehen. Während Kota sich darum bemüht, weitere Anhänger für die Rebellion zu sammeln, versucht Starkiller auf Dagobah Meister Yoda zu finden. Von ihm erhofft er sich eine Antwort auf die Frage, ob er nun ein Klon sei oder nicht, da Kota der Überzeugung ist, er sei der echte Starkiller. In der Höhle der dunklen Seite sieht er stattdessen eine Vision, in der eine Rebellenflotte vom Imperium angegriffen und Juno gefangen genommen wird.
Daraufhin bricht er auf, um gemeinsam mit Kota die Rebellenflotte aufzuspüren. Als er ihre Position ermittelt hat und unmittelbar dorthin eilt, scheint zunächst kein Angriff bevorzustehen. Während sich die beiden jedoch auf das Flaggschiff Salvation begeben, startet der Kopfgeldjäger Boba Fett mit einer Eliteeinheit des Imperiums ein Entermanöver und entführt Juno nach Kamino, bevor Marek die Kommandobrücke erreicht.
Starkiller verfolgt ihn und führt gemeinsam mit den Rebellen einen Angriff auf die Klonanlage. Während die Rebellen die Anlage bombardieren, dringt Starkiller in den Komplex ein und sucht Juno. Er findet diese, jedoch ist Vader ebenfalls bei ihr. Zwischen Starkiller und Vader kommt es zu einem Duell, bei dem Starkiller obsiegt.
Im Anschluss kann der Spieler wählen, ob er Vader tötet oder den Rebellen überlässt. Entscheidet er sich für ersteres, wird er kurz vor dem finalen Schlag von einem Attentäter erstochen, der sich als weiterer Klon Galen Mareks herausstellt. Entscheidet er sich für die zweite Alternative, rettet er die verwundete Juno.

## Spielprinzip
Das Kernelement von The Force Unleashed II ist wie beim Vorgänger die Einzelspieler-Kampagne. In dieser ist es das Ziel des Spielers, seine Geliebte Juno Eclipse aus der Hand des Kopfgeldjägers Boba Fett zu befreien. Diese Ziele verwirklicht er in Form von aufeinander folgenden Missionen.
Der Spieler verfügt über zwei Waffen, seine Lichtschwerter und seine Machtbegabung. Die Lichtschwerter fungieren als Nahkampfwaffe. Seine Machtbegabung gibt dem Spieler Zugriff auf eine Vielzahl von besonderen Kampffertigkeiten. Diese Fertigkeiten kann der Spieler durch Erfahrungspunkte, die er für das Ausschalten von Gegnern erhält, kontinuierlich verbessern.
Das Spiel bietet verschiedene Level, die der Spieler im Rahmen der Kampagne nacheinander durchquert. Diese Level sind linear aufgebaut und mit zahlreichen Gegnern gefüllt. Nachdem der Spieler diese bezwungen und das Gebiet durchquert hat, stellt sich ihm ein besonders kampfstarker Endgegner entgegen.
Das Spiel wird aus der Dritten Person gespielt. Lediglich in den finalen Kämpfen der Level nimmt die Kamera eine Vogelperspektive ein.
Die Wii-Portierung unterscheidet sich spielerisch stark von den anderen Versionen. Sie verfügt über einen Bullet-Time-Modus, eine spezielle Macht-Fähigkeit, die der Spielfigur verbesserte Sichtfähigkeiten gibt, sowie über einen Mehrspieler-Modus.

## Rezeption
Das Spiel erhielt von der Fachpresse verhaltene Wertungen. Die Online-Datenbank Metacritic, die Testberichte sammelt und auswertet, errechnete für die einzelnen Versionen Metawertungen zwischen 43 und 63 von 100 Punkten. Lediglich die Wii-Portierung stach mit 71 Punkten etwas heraus.
Anthony Gallegos vom Online-Magazin IGN lobte in einem Test der Xbox-360 und PlayStation-3-Versionen die Optik der Spielumgebungen und die Wettereffekte, die zu den schönsten der aktuellen Titel zählen. Jedoch könnte das Spiel nicht halten, was die Grafik verspricht. So sei das Spiel deutlich zu kurz und zu einfach. Auch die Kampfmechaniken wirken nicht ausbalanciert und langweilig. Lucas Thomas sprach dagegen in einem Test der Wii-Version von einer guten Umsetzung. Zwar leide es spielerisch unter den gleichen Mängeln wie die anderen Versionen, jedoch gleiche der Mehrspieler-Modus diese Schwächen wieder aus.

## Collector's Edition
Neben der Standardversion erschien auch eine Collector's Edition des Spiels für Playstation 3 und Xbox 360 in einer Sonderverpackung. Diese enthält neben dem Spiel selbst ein Steelbook, einen Download-Gutschein für ein zusätzliches, exklusives Kostüm für die Spielfigur sowie einen USB-Stick, auf dem wiederum ein interaktives, digitales Artbook, fünf Desktop-Themes für PC und MAC sowie das vollständige Skript des Spiels gespeichert sind.

## Zusätzliche Inhalte
Für The Force Unleashed II wurden zwei zusätzliche, kostenpflichtige Inhalte für Playstation 3 und Xbox 360 veröffentlicht:

### Endor Bonus Missions
Der Spieler folgt dem "bösen" Ende des Hauptspiels und reist nach Endor, um an der letzten Schlacht aus Episode VI teilzunehmen und die Rebellenanführer zu eliminieren.

### Kostüm-Paket
Enthält alternative Kostüme und Skins für die Spielfigur.